# Philippus de Caserta
Philippus de Caserta, también conocido como Philipoctus, Filipoctus, Filipotto da Caserta o Felipe de Caserta, (fechas desconocidas, siglo XIV) fue un teórico de la música y compositor medieval relacionado con el estilo manierista denominado ars subtilior. Algunas de sus composiciones se han conservado en el Codex de Chantilly, el Códice de Módena y el Codex Reina.

## Vida
Su nombre indica que procedía de Caserta, cerca de Nápoles. Se cree que trabajó en la corte papal de Aviñón durante la década de 1370, ya que su balada Par les bons Gedeons, elogia al antipapa Clemente VII. No obstante, se ha sugerido que Filipo nunca llegó a salir de Italia y que escribió la citada balada en Fondi cerca de Caserta, donde Clemente fue elegido Papa, y que trabajó en la corte francófila de Gian Galeazzo Visconti.

## Obras musicales

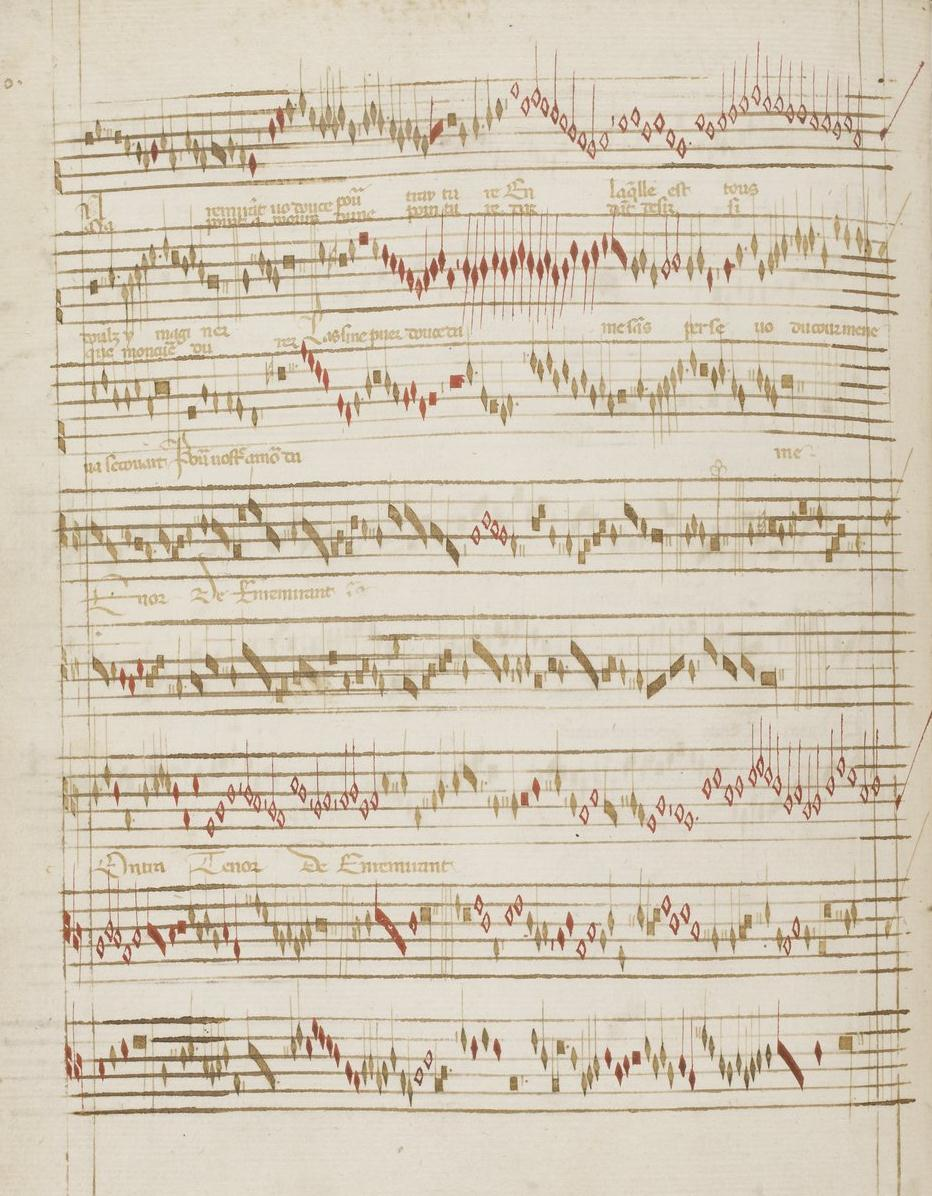
Ballade En remirant vo douce pourtraiture de Philippus de Caserta, en el Codex Reina.

La mayoría de sus obras conservadas son ballades, si bien recientemente se han descubierto un credo y un rondeau atribuidos a este autor. Su ballade "En attendant souffrir" fue escrita para Bernabé Visconti, lo cual se confirma por la presencia del lema de Visconti en la voz superior. Dos de las piezas de Caserta, "En remirant vo douce pourtraiture" y "De ma dolour", utilizan fragmentos de texto de las chansons del compositor más famoso del siglo, Guillaume de Machaut. La reputación de Caserta era lo suficientemente importante como para que Johannes Ciconia tomara prestadas partes de las ballades de Caserta para su propio virelai "Sus une Fontayne".

### Listado de obras musicales
Todas las piezas siguientes están escritas para tres voces.
Ballades
- "De ma dolour"
- "En attendant souffrir", dedicada a Bernabé Visconti.
- "En remirant vo douce pourtraiture"
- "Il n'est nulz homs"
- "Par le grant senz", dedicada a Luis II de Nápoles.
- "Par les bons Gedeons", dedicada a Clemente VII (ca. 1370).

Otras
- Credo
- Rondeau "Espoir dont tu m'as fayt" (discutido)

## Obras de teoría musical
Cinco tratados teóricos se han atribuido a Caserta, con cierta controversia entre los estudiosos.
1. Tractatus figurarum (o Tractatus de diversis figuris).
2. De contrapuncto quaedam regulae utiles.
3. Incipiunt regule contrapuncti secundum magistrum phylippotum de Caserta: Sciendum est quod contrapunctum est fundamentum biscanti.
4. Secundum magistrum Philipotum de caserta: Contrapunctus est fundamentum biscanti.
5. Regula contrapunctus secundum philippotum de Caserta: Nota quod novem sunt speties contrapuncti (se solapa fuertemente con el tratado Incipiunt regule contrapuncti).